# Mickey Kuhn
Mickey Kuhn, właśc. Theodore Matthew Michael Kuhn Jr. (ur. 21 września 1932 w Waukegan, zm. 20 listopada 2022 w Naples) – amerykański aktor filmowy, wystąpił w roli Beau Wilkesa w filmie Przeminęło z wiatrem.

## Życiorys
Karierę zaczynał jako aktor dziecięcy w wieku 2 lat w filmie „Change of Heart” z 1934 r., w roli adoptowanego dziecka. Kluczowymi dla niego okazały się role w głośnych filmach „Juarez” z 1939 r., gdzie pojawił się na ekranie u boku Betty Davis oraz „Przeminęło z wiatrem” i „Tramwaj zwany pożądaniem” gdzie zagrał natomiast u boku aktorki Vivien Leigh.
W momencie poprzedzającym śmierć był ostatnim żyjącym aktorem z obsady „Przeminęło z wiatrem”.

## Filmografia
- Juarez (1939), gościnnie
- Przeminęło z wiatrem (1939)
- Red River (1948)
- Tramwaj zwany pożądaniem (1951)